# Erna Siikavirta
Erna Inari Kaarina Siikavirta (Espoo, 8 de octubre de 1977) es una pianista finlandesa. Es más bien conocida como "Enary", pianista de la banda de hard rock Lordi, a la que se unió en 1997. Los teclados que utilizó durante su estancia en la banda fueron los Korg Triton y Korg N364. Sin embargo dejó la banda en 2005 por petición de los demás miembros.
En 1998, Erna se unió a Children of Bodom en su primer tour europeo, temporalmente reemplazando al pianista Janne Wirman. En el mismo año, Erna cantó en soprano en el álbum Fallen Angel's Symphony de la banda alemana "Ancient Ceremony". En 1999, se unió como pianista a Sinergy durante sus conciertos. Erna también fue pianista de la banda Grain, hasta su ruptura en 2001. En 2001 y 2002, tocó el sintetizador en Markku Klami's Meditation (op. 10/1) y en Hymn For Christmas.
En 2006, Erna se unió a la banda "Deathlike Silence", reemplazando al antiguo pianista Mr. Rigor Mortis. En 2008 dejó la banda debido a su embarazo, finalmente yendo con la banda Arthemesia, hasta que se disolviera en 2010.

## Personaje
El traje de Enary se creó como una mezcla entre un monstruo y una mujer, aunque Siikavirta no quería que dicho traje fuera el suyo ya que lo veía bastante feo. El traje de Enary difería del de los demás miembros de la banda, entre otras cosas, porque medio rostro de Enary era visible. La figura Enary es la hija misteriosa de Valquiria.

## Discografía
- Lordi: Bend Over And Pray The Lord (1997)
- Ancient Ceremony: Fallen Angel's Symphony (1999)
- Lordi: Get Heavy (2002)
- Lordi: The Monsterican Dream (2004)
- Deathlike Silence: Vigor Mortis (2007)
- Deathlike Silence: Saturday Night Evil (2009)

## Filmografía
- The Kin (2004) - Enary